# Enrique Saborido
Enrique Saborido (* 27. August 1878 in Montevideo, Uruguay; † 19. September 1941) war ein argentinischer Tangogeiger, -pianist, -komponist, -tänzer und Tanzlehrer uruguayischer Herkunft.

## Leben
Saborido kam im Alter von vier Jahren mit seinen Eltern nach Buenos Aires. Seinen Schulbesuch brach er nach dem ersten Jahr am Gymnasium ab und arbeitete drei Jahre bis 1892 in einer Buchhandlung, danach fünfzehn Jahre im Sekretariat des Teatro San Martín. Daneben nahm er Violin- und Klavierunterricht bei Juan Gutiérrez, dem Direktor des Instituto Musical de „La Prensa“. Seine Fertigkeiten als Pianist und Improvisator führten bald zu Auftritten in kleinen Outfits und in privaten Häusern. 1905 komponierte er den Tango La morocha, der 1906 einer Auflage von 280.000 Stück im Druck erschien.
Außerdem war Saborido als außerordentlich guter Tangotänzer bekannt und gab Unterricht in einer Tanzschule im Barrio Norte. Um 1911 wurde er von der Witwe des Sängers Jean Reské nach Frankreich eingeladen und gab bis zum Ausbruch des Ersten Weltkrieges Unterricht im Tangospiel und -tanz in Paris. Nach seiner Rückkehr nach Argentinien arbeitete er bis zu seinem Tod als Angestellter im Quartiermeisterbüro des argentinischen Kriegsministerium. Neben Ernesto Ponzio, Juan Carlos Bazán und José Luis Padula trat er 1932 am Teatro Nacional auf. Darauf gründete er eine eigene Formation, die beim Sender Radio del Pueblo spielte.

## Kompositionen
- La morocha
- Felicia
- El Pochocho
- Berlina de novios
- Don Paco
- El señor Leiva
- Mosca brava
- Coraceros del 9º
- Pegué la vuelta
- Ingratitud
- La hija de la morocha
- Caras y caretas (El canillita)
- Papas fritas a ¡Federación!
- Ortensia
- Q'acés de noche
- Boteshare
- Prendé la vela
- Martín
- Reclutamiento
- El cantor del callejón
- Al otro lado del arroyo
- Queja gaucha
- Náufragos
- Angustia
- Metele Catriel que es polka
- Baquiano pa' elegir
- Caña quemada
- Fierro viejo
- Que sea feliz
- Rezongos postreros
- Caridad
- Reliquia santa
- Mi soberana

## Anmerkung
1. ↑  Abweichend wird als Geburtsjahr auch 1877 oder 1876 angegeben.

| Personendaten    | Personendaten                                                            |
| ---------------- | ------------------------------------------------------------------------ |
| NAME             | Saborido, Enrique                                                        |
| KURZBESCHREIBUNG | argentinischer Tangogeiger, Tangopianist, Tangokomponist und Tangotänzer |
| GEBURTSDATUM     | 27. August 1878                                                          |
| GEBURTSORT       | Montevideo                                                               |
| STERBEDATUM      | 19. September 1941                                                       |